# Barrage de Kültepe
Le barrage de Kültepe est un barrage hydraulique situé à la limite des provinces de Kırşehir et d'Aksaray en Turquie. La rivière de Kültepe est un affluent du fleuve Kızılırmak avec lequel elle conflue environ 15 km en aval du barrage.

## Sources
- (tr) « Kültepe Baraji », sur Agence gouvernementale turque des travaux hydrauliques (DSİ)